# 上原良司
上原 良司（うえはら りょうじ、1922年9月27日 - 1945年5月11日）は、大日本帝国陸軍軍人。
陸軍特別攻撃隊第56振武隊員。
「自由主義者」を標榜する遺書の内容で有名。上原が書き残した遺書や手記などは、近代日本史上の軍人が書き残した遺稿の中で、最もよく知られているものの一つであり、『きけ わだつみのこえ』などの多くの書籍に掲載され、映画やドキュメンタリー番組で度々取り上げられている。

## 人物・来歴

### 軍に入隊まで
長野県北安曇郡七貴村（現・池田町）に医師の父・上原寅太郎、母・よ志江の三男として生まれ、旧穂高町（現・安曇野市）有明で育つ。
遠縁にあたる「有明医院」を継いだ上原家は裕福で子供らに文化的な生活を送らせており、近くの乳房川で家族みんなで写真の撮影会をしたり、家の離れに近所の子供たちを集めて肝試し大会を開催したり、広い裏庭ではテニスをやったり、またスキーや登山といった遠出も頻繁に行っていた。楽器にも親しんでおり、中でも2人の兄はバイオリン、上原はハーモニカの演奏が得意であった。祖父が俳人だったこともあってか、上原家の子供たちは文才に恵まれ、また、ものを書く習慣が備わっていた。上原も厖大な遺稿を遺しており、松本中学校に入学したときには「僕が先づ中学校へ来て驚いた事は、他の中学校にはないような、自治といふ精神や古い歴史がある」という気持ちを書き遺し、松本中学校の新校舎が完成したときには近くの松本城と比べて「天守閣を見上げた我々も、こんどは天守閣を見下すようになった。天守閣よ聞け、我が新校舎にはかなわないだろう」などと書いている。しかし寡黙で控えめな上原は学校で目立つ方ではなく、鉱物研究や籠球にも熱中していたが、周囲から見るとちょっとすました印象であったという。
1941年、慶應義塾大学予科に入学。1942年に慶應義塾大学経済学部に進学するが、大学生活で熱中したのがイタリアの歴史哲学者ベネデット・クローチェだった。クローチェはベニート・ムッソリーニが進めるファシズム に反対し、自由の尊さを訴えた人物であるが、このことが上原に大きな影響を与えた。特に歴史哲学者の羽仁五郎のベネデット・クローチェ論の著作『クロォチェ』が愛読書となった。

### 学徒出陣

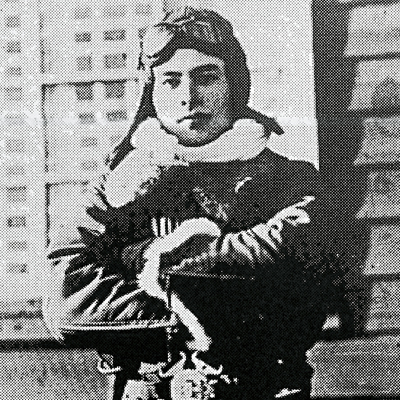
佐賀県の目達原飛行場で訓練中の上原

入学した12月に太平洋戦争が始まったが、この時点で上原は周囲の学友たちと一緒に、ラジオ臨時ニュースの真珠湾攻撃での日本軍の大戦果に大歓声を挙げ、宣戦の詔勅の奉読を脱帽して聞き、東條英機首相の演説を聞いて胸を熱くするなど、一般の学生たちと同じような開戦への感想を日記に記している。その後、大学生の徴兵猶予停止によって学徒出陣となって、大学を繰り上げ卒業し、明治神宮外苑競技場での学徒出陣壮行会に参加している。
1943年12月1日に陸軍入営。歩兵第50連隊に配属となり、第2期特別操縦見習士官として熊谷陸軍飛行学校入校、館林教育隊にて操縦訓練を開始した。軍に入隊前は、一般の学生と同じように日本の勝利を喜んでいた上原であったが、今までの学生生活とは全く異なる厳密な上下位階制且つ命令絶対の世界を体験し、また理不尽な暴力や叱責、無内容な精神訓話や無意味な訓練を強要されるうちに、学生時代に培った「自由主義思想」が強化されていった。上原は上官などに臆することなく、軍内で「自由主義思想」に基づく自分の考えを主張した。熊谷陸軍飛行学校では、訓練の感想などを記入して上官に提出する「修養反省録」というノートがあったが、上原はその「修養反省録」に「教育隊ニ人格者少ナキヲ遺憾トスル」などと堂々と上官を批判するような記述を行い、上官からは「貴様ハ上官ヲ批判スル気カ」「学生根性ヲ去レ！」などと朱書きで叱責の返事がなされている。しかし、上原はその叱責に全く臆することなく「人間味豊カナ、自由ニ溢レ、其処ニ何等不安モナク、各人ハ其ノ生活ニ満足シ、欲望ハアレドモ強クナク、喜ビニ満チ、幸福ナル真ニ自由ト云フ人間性ニ満チ溢レテ、コノ世ヲ送ラントスル時代ガ近ヅキツツアル。ソレハ自由主義ノ勝利ニ依ッテノミ得ラレル。クローチェハ云ヘリ。今国家ニ特殊ナル使命ハアリ得ズ。」などとクローチェや自分が標榜する「自由主義」が勝利すると明記し、さらに上官を激怒させている。
1944年に熊谷陸軍飛行学校を卒業、この頃から上原は自分の考えを「戦陣手帳」と名付けた小さな手帳に記すようになるが、その中には「自由ハ人間性ナルガ故ニ、自由主義国家群ノ勝利ハ明白デアル。日本ハ思想的ニ既ニ敗レテ居ルノダ。何デ勝ツヲ得ンヤ」「日本ノ自由ノタメニ、独立ノタメニ死ヲ捧ゲルノダ」と、すでにファシズムのイタリアや、ナチズムのナチスドイツが敗れようとしているように、同じ枢軸国で国家主義の大日本帝国が、個人主義、自由主義のアメリカや大英帝国に戦争に負けると確信していたが、同時に日本のために飽くまでも命を捧げて戦い抜く決意もしていた。

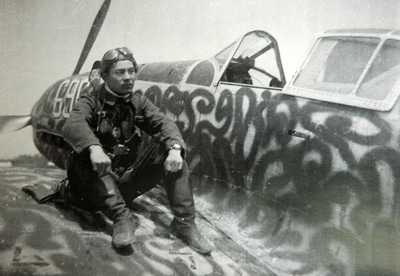
調布基地で受領した愛機三式戦闘機「飛燕」の主翼の上に座る上原

1944年8月から鹿児島県知覧の第40教育飛行隊に配属となり連日激しい訓練を繰り返した。この知覧での訓練はかなり過酷であった模様で、11月までの4ヶ月間は筆まめな上原が家族や知人に一切手紙すら出せないような状況であった。一転して、12月に着任した佐賀県目達原第11錬成飛行隊においては、訓練日程も比較的余裕があり、女学校を卒業したばかりの女性事務員たちと交流を持ち、テニスラケットやボールを貸してもらって、慶應義塾大学日吉キャンパスのテニスコートを懐かしみながら友人とテニスを楽しんだりしていた。目達原基地では1945年3月6日に特攻の志願が募られたときに、上原は一緒に訓練していた80名の搭乗員と特攻に志願した。
特攻を志願した上原は故郷への帰郷を許されて、4月6日に最後の帰郷をした。上原は家族や親戚や幼なじみと会ったが、誰にもこれが最後とは告げなかった。しかし幼なじみで親友の犬飼五郎には、「死地に赴くのに喜んで志願する者は一人だっていない。上官が手をあげざるをえないような状況をつくっているのだ。仕方ない と心で泣き泣き手をあげているのが本当の気持ちさ」と語り、家族と一夜を過ごしたときには、酒を飲みながら「日本は敗れる。俺が戦争で死ぬのは、愛する人たちのため。戦死しても天国にいくから靖国神社にはいないよ」と語っている。軍に入隊当初上原は「修養反省録」に「靖国ノ神トナル日ハ近ヅク」などと書いており、考えが大きく変化したことがうかがえる。
上原は、4月15日に調布飛行場にて、常陸教導飛行師団で陸軍航空士官学校第57期池田元威少尉を隊長として編成された陸軍特別攻撃隊第56振武隊に配属となった。第56振武隊は隊長の池田以外の隊員は、上原と同期の第2期特別操縦見習士官で編成された全員将校の部隊であった。上原らは調布飛行場で乗機となる三式戦闘機「飛燕」を受領し、機体の整備と訓練を行った。ここでは、気の置けない同期生たちとざっくばらんな会話をしていたようで、面会に来た妹の清子が、上原と同期生たちが「俺と上原と一組か。大物をやれよ。小破なんか承知せんぞ」 「当然だ。空母なんか俺一人で沢山だ」「これがニューヨーク爆撃なんていうなら喜んで行くんだがな。死んでも本望だ」「心残りはアメリカを一遍も見ずに死ぬことさ。いっそ沖縄なんか行かず、東の方に飛んで行くかな」「アメリカに行かぬままお陀仏さ」「向こうの奴らは何と思うかな」「ほら、今日も馬鹿共が来た。こんな所までわざわざ自殺しに来るとは間抜けな奴だと笑うだろうよ」などと語り合っているのを聞いている。
5月3日に上原ら第56振武隊は知覧飛行場に到着した。知覧町には、上原ら陸軍特別攻撃隊員たちが食事をした「富屋食堂」があったが、上原はそこの女将鳥濱トメに「小母さん、日本は負けるよ」と来店するたびに呟いていたという。鳥濱は上原の呟きを聞くと「そんなことはいってはいけない。ここには憲兵もいるんだから、気をつけなさいよ」と優しく諫めていた。

### 1945年5月11日

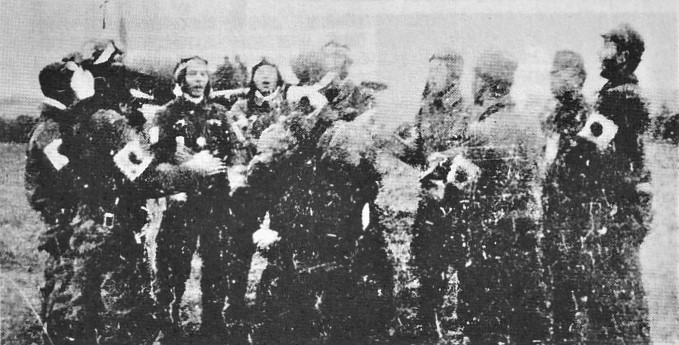
出撃前に円陣を組んで「男なら」を合唱する第55振武隊及び第56振武隊の特攻隊員、左から3人目が上原

1945年5月6日、「菊水五号作戦」（陸軍作戦名「第六次航空総攻撃」）に第56振武隊の第一陣として、隊長の池田と、上原の同期の第2期特別操縦見習士官の金子範夫少尉と小山信介少尉と四家稔少尉の4名が出撃して散華した。1945年5月11日に開始された「菊水六号作戦」（「第七次航空総攻撃」）で上原は、同期生の朝倉豊少尉と京谷英治少尉の3名での特攻出撃を命じられた。午前6：00、上原ら第56振武隊の3名は、同じ三式戦闘機「飛燕」で編成された第55振武隊の隊員と円陣を組むと、手拍子をとって『男なら』を合唱し、その5分後の午前6：05に、各々愛機の三式戦闘機「飛燕」に乗り込んで知覧基地から出撃した。
アメリカ軍の記録によれば、5月11日の午前中、大量の「F4Uコルセア」で編成された戦闘空中哨戒隊を突破してきた陸海軍混成の特攻機が、「ヒュー・W・ハドレイ」と「エヴァンズ」の2隻の駆逐艦と数隻の補助艦で構成されたレーダーピケットステーション№15に襲いかかったが、その中にアメリカ軍コードネーム「トニー」こと上原の乗機と同じ三式戦闘機「飛燕」も含まれていた。この日出撃した三式戦闘機「飛燕」は上原の第56振武隊が3機、第55振武隊が3機であるが、第55振武隊は別海域に向かっており、この「飛燕」は上原ら第56振武隊であった可能性が高い。

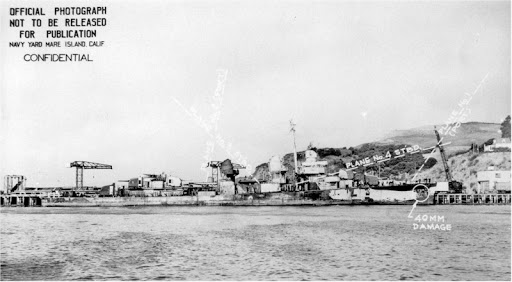
マレ島に停泊する上原らの「飛燕」に突入されて大破した駆逐艦「エヴァンズ」、白い4つの点線が特攻機に突入された位置、修理不能でこのまま除籍

まず、アメリカ軍側の記録によれば、「エヴァンズ」を攻撃に向かった特攻機が、「トニー」と海軍の「ケイト（九七式艦上攻撃機）」と「ジル（天山）」と「ジュディ（彗星）」合計7機とされているなかで、日本軍側の記録によれば、この日は「九七式艦上攻撃機」と「彗星」は出撃しておらず、「九七式艦上攻撃機」は「天山」の誤認識で、「彗星」は三式戦闘機「飛燕」の誤認識と思われる。同盟国ドイツのダイムラー・ベンツDB601Aエンジンのライセンス生産品である水冷エンジンを搭載した陸軍の三式戦闘機「飛燕」と海軍の艦上爆撃機「彗星」は機影が似通っていることから、アメリカ軍から誤認識されることが多かった。
大量に押し寄せる特攻機と激戦を繰り広げていた「エヴァンズ」に向かった7機の三式戦闘機「飛燕」と「天山」の陸海軍混成特攻部隊のうち、まず「彗星」と誤認された「飛燕」が、「エヴァンズ」の対空砲火を被弾しながらも、喫水線付近に命中して、左舷に大穴を開けて、下部ソナー室と前部兵員居住区を水没させた、さらに「飛燕」がもう1機、緩降下で左舷より「エヴァンズ」に接近してきたが、主砲の 5インチ38口径単装砲の直撃によって撃墜された。息つく暇もなく、3番目の特攻機（機種不明）が猛烈な速度で後甲板に突入して、乗っていた搭乗員の遺体と爆弾を後部ボイラー室と機械室にまき散らし、爆弾は後部機械室で爆発して、「エヴァンズ」は操舵不能となって、動かない攻撃目標となってしまった。
その後に、戦闘空中哨戒隊のF4Uコルセアをかわしたオスカー（一式戦闘機）「隼」が「エヴァンズ」上空に現れて急降下し、爆弾を投下するとそのまま「エヴァンズ」に体当たりした。爆弾は甲板を貫通しボイラー室で爆発してボイラーを破壊してしまった。完全に航行不能となった「エヴァンズ」にもう1機の「隼」が命中して火災を引き起こした。動けない「エヴァンズ」を守るため、F4Uコルセアや補助艦が懸命に日本軍機を迎撃して、「エヴァンズ」にこれ以上の特攻機が命中することはなかったが、かろうじて浮いているに過ぎなかった。戦闘終了後「エヴァンス」は8時間もの間、浸水抑止と消火活動に追われたが、残骸のなかから2名の特攻隊員の遺体が発見されている。その特攻隊員の遺体からはアメリカ軍の空母の図解入りの小冊子と、九州付近の海図が見つかったが、遺体が誰であったかは不明である。「エヴァンズ」の遼艦「ヒュー・W・ハドレイ」も「桜花」を搭載した「ベティ（一式陸上攻撃機）」などの集中攻撃を浴びており、「エヴァンズ」には合計4機、「ヒュー・W・ハドレイ」には合計3機の特攻機が命中した。両艦ともアメリカ軍水兵の勇敢なダメージコントロールで沈没だけは回避したが、合計211名の死傷者を被ったうえ、修理できるレベルの損害ではなくそのまま除籍された。「飛燕」に突入されて大破した「エヴァンズ」の艦長は「広範囲に、よく協同行動をとって実施された特攻攻撃は、2隻の猛射を続けている駆逐艦でも手に負えない」とこの日の日本軍の巧みな特攻攻撃を評価している。この日の奮闘により「エヴァンズ」と「ヒュー・W・ハドレイ」にはハリー・トルーマン大統領から大統領部隊感状が贈られた。
日本軍は陸海軍で特攻機援護のために90機の護衛戦闘機を出撃させたが、アメリカ軍の迎撃は激烈で、第6航空軍は、この日に出撃した陸軍の特攻機の殆どが敵艦隊に達していないものと判断していた。しかし、この日の戦闘はアメリカ軍にとっても非常に厳しいもので、大破した両駆逐艦の上空支援をしていたF4Uコルセア隊が、激しい空中戦で機銃弾を全弾撃ち尽くし、最後は隊長が苦闘する両艦に「我が隊は弾丸を撃ち尽くしたけれども、貴艦のそばを離れない」と無電で報告するや、突入しようとする特攻機の進路上に割り込んで特攻機の突入の妨害をするなどして、弾丸を撃ち尽くした機で駆逐艦の対空戦闘を援護せざるを得なくなるほど追い詰められていた。
そして、戦闘空中哨戒のF4Uコルセアとレーダーピケット艦を突破した安則盛三中尉と小川清少尉の2機の海軍の零式艦上戦闘機が、艦載機発艦中のマーク・ミッチャー中将率いる第58任務部隊（高速空母機動部隊）上空まで達し、ミッチャーの旗艦であった正規空母「バンカー・ヒル 」に突入して、同艦を大破炎上させ、戦死者・行方不明者は402名、負傷者は264名にのぼった。この日アメリカ軍が「バンカー・ヒル」と「エヴァンス」と「ヒュー・W・ハドレイ」の3艦で被った877名の死傷者は、特攻によって1日で被った最多の人的損害となるなど、上原の第56振武隊が出撃した菊水5号作戦と次の6号作戦（陸軍作戦名は第六次航空総攻撃と第七次航空総攻撃）においては、アメリカ海軍はこれまでで最大級の損失を被った。上原ら第56振武隊が戦った、レーダーピケット艦隊（第51.5任務部隊　司令官フレデリック・ムースブラッガー代将）は駆逐艦3隻とピケット艦3隻が沈み、12隻が甚大な損傷を受けて、アメリカ兵540人が戦死し、590人が負傷した。そしてピケット艦隊を突破した特攻機によって空母「バンカーヒル」の他、護衛空母「サンガモン」も大破するなど、空母部隊にも甚大な損害が生じ、アメリカ兵579人が戦死、564人が負傷するなど、人的損失は2,274人にも上った。
この日、上原とともに出撃した陸軍所属の特攻機は約80機であったが、機体の故障等で引き返してくる機も多かった。しかし、上原機が帰還することはなく、沖縄県嘉手納のアメリカ軍機動部隊に突入して戦死したとされた。享年22。
なお、2人の兄、長男･良春は慶應義塾大学医学部を卒業後に陸軍軍医となり、終戦直後の1945年9月にビルマの捕虜収容所で戦病死。次男･龍男も医学部卒業後に海軍軍医となって、1943年9月にニューヘブリデス諸島沖で伊182と共に戦死しており、上原家の3人の兄弟は全員戦争によって命を失った。父寅太郎は大いに悲しみ、いつまでも面影を忘れないために3人の胸像を刻ませた。「有明医院」は妹清子が医師の夫と結婚して引き継いでいる。

## 遺書

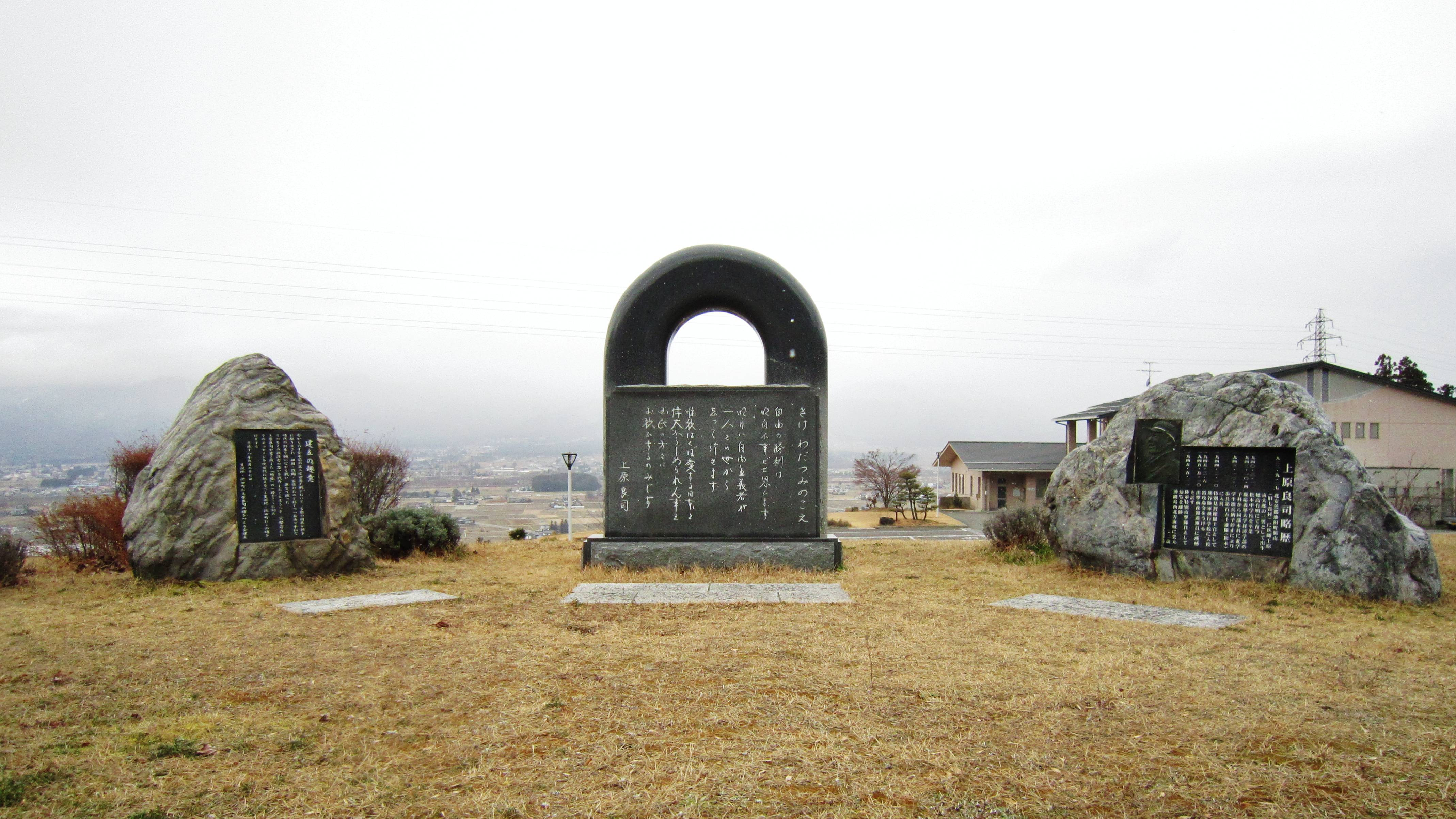
上原良司の碑（あづみ野池田クラフトパーク）

上原の遺書と呼ばれるものは三種ある。愛読書『クロォチェ』の見返しに綴られた1943年付の文章、封筒に入れられ実家に残された遺書（特攻出撃前の1945年4月に上原が帰郷した際に記述、日付なし）、知覧で取材活動をしていた陸軍報道班員高木俊朗の報道用のノートには、誰彼となくそれぞれの経歴、感想、伝言を書きつけるようになったが、その中に遺されていた、上原が出撃前夜に記述した『所感』と称した絶筆である。ただし、実際の『所感』は、報道用ノートへの寄せ書きではなく、日本映画社の報道用原稿用紙7枚に書かれており、高木の主張とは異なる。また、高木が上原に「今の思いを書いてください」を個別にお願いして書いてもらったという報道もあり、高木が『所感』を上原から託されたとする状況は、高木によって脚色を加えられていることも指摘されており、事実は不明である。高木はその絶筆を上原が戦死直後の6月に、直接遺族の両親と妹達に届けたと主張しているが、実際に遺族に届けられた時期も不明である。
『所感』は、戦後まもなくの1949年1月に出版された『週刊朝日』（1949年1月23日号）「第二はるかなる山河に」という記事に、日本大学医学専門学校の田坂徳太郎の遺書とともに掲載され、のちの『きけ わだつみのこえ』出版のきっかけともなっている。そして『きけ わだつみのこえ』に、上原の遺書は、高木が遺族に届けたとする『所感』と、1945年4月に上原が故郷に帰郷したさいに家族に残した遺書の2通が掲載された。
2006年10月22日、故郷の池田町に上原の記念碑（石碑）が建立され、『所感』の一部が碑文に刻まれた。

### 自由主義について
上原はベネデット・クローチェやその評論である羽仁五郎著「クロォチェ」に強く影響を受け、自らをベネデット・クローチェと同じ「自由主義者」と評し、その文章には「強い個性」、「人間性」が現れており、戦後間もなくの頃から長く読み継がれている。『所感』で上原は、自らを「自由主義者」と称しながらも、特攻を実行する「自殺者」に過ぎないと客観的な視点で相対化している。さらに国家主義、権力主義の国家は「必ずや最後には敗れる」とまで断言していることで、当時の日本の国家主義やその指導者に対する『きけ わだつみのこえ』に登場する多くの学徒兵の理論的批判の代表例として引用され、特攻隊員の多くの遺書や手記の中でも特筆すべき例外的な存在とされているという指摘もある。

### 祖国日本の理想型について
祖国日本や枢軸国側の国家主義、権力主義は否定する一方で、上原は大英帝国を理想としている。一見矛盾しているように見えるが、これは「自由主義」「民主主義」を標榜しながらも大帝国を築き上げた大英帝国を、上原が祖国日本の理想型としていたためである。しかし、第二次世界大戦後に大英帝国は解体されながらも、「自由主義」「議会制民主主義」はその後の島嶼国となったイギリスにもしっかりと継承されており、「自由主義」の理想を大英帝国の理想と結びつけたのは、結局は誤りであったという指摘もある。NHKによれば、2018年にイギリスの帝国戦争博物館より『所感』を収蔵したいとの要請が遺族になされている。

### 特別攻撃隊について
特攻出撃前に故郷に帰郷した際、上原は幼なじみの親友に「上官が手をあげざるをえないような状況をつくっているのだ。」などと特攻の志願を強制されたようなことを語ったとされているが、託された状況は出典ごとに異なり一定しないものの、軍の検閲無しで陸軍報道班員高木に託された上記『所感』に書いている通り、上原は特攻隊員に選ばれたことについては光栄であったと感じており、また『所感』の最後は「心中満足で一杯です」で締められている。これは、祖国日本の「国家主義」に痛烈な批判を向ける理性的側面を持ちながらも、特攻隊員に選ばれたことを光栄として「この上は只、日本の自由独立の為、喜んで命を捧げます。」と特攻出撃命令に抗さずに素直に死に赴くといった、上原の人間らしい苦悩に満ちた二面性を表しているが、上原の『所感』を含めた遺書は、その精緻で無謬な思想に相応しい内容を求められ、字句の削除などの恣意的編集が行われ、本来上原の持つ二面性を希薄にした上で、『きけ わだつみのこえ』などの書籍に掲載されてきたという指摘もある。

## 私生活
遺本となった羽仁五郎著「クロォチェ」にはところどころの文字に○印が付されているが、これはアナグラムとなっており、○印が記された文字をたどると愛する女性へ送られた言葉が浮かび上がる。
上原は複数の女性に恋愛感情を抱いていたという指摘もある。遺書「所感」の後半に「天国に待ちある人、天国において彼女と会えると思う」と記されているが、その彼女こそが、「きょうこちゃん」こと石川冾子である。上原は上原家と石川家と家族同然の付き合いをしていくなかで、「きょうこちゃん」に好意を寄せ続けて、日記にもたびたび登場していたが、上原の想いは叶うことなく「きょうこちゃん」は父親が纏めた縁談によって、1943年に陸軍士官の野口美喜雄大尉と婚約している。しかし、「きょうこちゃん」は結婚直後の1944年に結核で病死しており、上原は「きょうこちゃん」の死を知ると、その日の日記に「俺は本日死したり」と記述している。そして、さらに「己ガ冾子チヤンヲ貰ツタラ決シテ死ニハサセナカツタノニ。野口大尉ノ無智。彼ハ真ニ彼女ヲ愛シテヰナカツタノダ。若シ愛シテ居レバ彼女ハ救ヘタノダ。一時ノ慾望。或ハ政略的結婚ノタメニ彼女ヲ死ナセタコトハ許サレヌコトダ。彼女ハ不幸ダツタ」と激情のままに野口を非難するようなことも記述しているが、1944年初めの入籍時点ではすでに「きょうこちゃん」は病魔に冒されており、それを知った上で受け入れた野口に対して、石川家はこの結婚を不幸とは捉えていなかったという。
上原は「きょうこちゃん」に秘めた想いを抱きながら、師岡みゑ子とも心をかよわせていた。上原が諸岡に恋愛感情を抱いたきっかけは、師岡の声が「きょうこちゃん」に似ていたからだという。戦後に戦記作家となった元陸軍報道班員の高木が、自ら制作に関与しパーソナリティもつとめたTBSラジオの「愛の戦記」という番組において、上原と師岡の恋愛エピソードも紹介された。この番組は「たくさんの資料で、肉を付け、心を込めて放送します」と高木が脚色を加えることを匂わせており、かなりの脚色が加えられて、事実とは異なっていた。しかし、上原にとってあくまでも本命は「きょうこちゃん」であり、師岡ものちに「きょうこちゃん」の存在を知って、戦後のインタビューで「正直にいって，冾子さんがいたっ
てことがわかり，わたしの気持ちは，良司さんを眺められることができるようになりました。良司さんと冾子のことを知らなかったら，たまらなかったと思うんですよ。冾子さんがいて下さったことで、わたしはある程度解放感を感じました」と答えている。また、上原の日記には他にも数人の女性の名前が登場しており、「きょうこちゃん」への告白に躊躇しながら、他の女性も気になるといったような、上原の若者らしく揺れ動く気持ちを表している。しかし、上原は『所感』に代表されるその高潔な思想に相応しい恋愛観を持っていたことにするため、ことさら石川冾子に対する悲恋が強調されて、石川冾子以外の女性についての記述は、上原の日記などを掲載する際には意図的に削除されてきたという指摘もある。

## 演じた俳優
- 仲村トオル - 映画『きけ、わだつみの声 Last Friends』上原をモチーフにした芥川雄三少尉役
- 柴田秀勝 - 『映像の世紀』1995年7月15日放送回　第5集「世界は地獄を見た」で『所感』の一部を朗読
- 岩田剛典 - 『歴史秘話ヒストリア』2019年12月11日放送回「特攻　なぜ若者は飛び立ったのか」で『所感』を朗読、岩田は上原と同じ慶應義塾大学卒業